# Guten Tach!
Guten Tach! ist das vierte Studioalbum des deutschen Musikers Helge Schneider, das im Jahr 1992 erschien und mit Schneiders Band Hardcore aufgenommen wurde, die aus dem Organisten Buddy Casino und dem Schlagzeuger Peter Thoms bestand.

## Entstehung und Veröffentlichung
Die Erstveröffentlichung von Guten Tach! erfolgte im Jahr 1992 bei den Musiklabels Electrola und Roof Music. Das Album erschien in seiner Originalausführung als CD (Katalognummer: 1C 066-7 99639 2), LP (Katalognummer: 1C 066-7 99639 1) und MC (Katalognummer: 1C 266-0777 799639 42) mit 15 Titeln.
Das Album besteht im Wesentlichen aus im Studio aufgenommenen Liedern und dazu überleitenden, bei Auftritten aufgenommenen Ansagen oder komödiantischen Reden. Die beiden Auftritte, aus denen die Liveaufnahmen stammen, fanden am 18. Dezember 1991 im Kölner Stadtgarten sowie am 22. November des Jahres im Revierpark Nienhausen in Gelsenkirchen statt. Die Lieder wurden dagegen in den Styrumer Transatlantic Vanguard Studios von Schneider selbst aufgenommen und von Tom Täger im Tonstudio an der Ruhr gemischt.
Bei den auf dem Album enthaltenen Liedern handelt es sich vorwiegend um recht frei vorgetragene Coverversionen; lediglich Ladiladiho, Beethoven, Texas und 100.000 Rosen stammen von Helge Schneider selbst.

## Covergestaltung
Das Frontcover des Albums zeigt Schneider mit einem Mikrofon, ein Gemälde, das der Maler Frank Burkamp nach einem von Max Schulz gemachten Foto angefertigt hat. Weitere Fotos auf der Plattenhülle stammen von Dietmar Korth sowie von Schneider selbst. Schneider fertigte auch Zeichnungen für das Booklet an und „verzierte“ das Albumcover mit Sprüchen und Kommentaren. Zudem verfasste er umfassende Kommentare zum Album, die im Begleitheft abgedruckt wurden.

## Inhalt

### Titelliste
1. Ansage – 0:54
2. Ladiladiho – 3:00
3. Der viereckige Hai – 1:44
4. I Am the House of New Orleans – 3:43
5. Pubertät – 5:19
6. Take Five – 2:17
7. Beethoven – 1:08
8. Der viereckige Trompeter – 2:05
9. Wundervolle Welt – 2:55
10. Philosophie I – 2:47
11. Texas – 3:55
12. Donna Lee – 1:54
13. Eine Rose ist eine Rose ist eine Rose – 8:57
14. 100.000 Rosen (Trumpet Mix) – 0:34
15. Prof. Dr. Schneider – 0:37

Liveaufnahmen aus Köln sind die Titel mit den Nummern 1, 3, 8 und 13. Aus Gelsenkirchen stammen die Nummern 5, 10, 11 und 14.

### Liedbeschreibungen
- Ladiladiho handelt nach Angaben Schneiders von einer Aufforderung, nicht immer an sich selbst zu denken, sondern anderen Menschen gegenüber freundlich zu sein und etwa „Guten Tach!“ zueinander zu sagen. Schneider zieht das Fazit: „Du darfst nicht streiten. Lieber mal hundert Schritte zurück als einen nach vorne.“ Das Lied fand 1991 im Film Manta – Der Film Verwendung.
- I am the House of New Orleans ist eine Parodie auf das bekannte Lied The House of the Rising Sun. Schneider spielt in diesem Stück E-Gitarre und verballhornt den Text, indem er Worte und Textzeilen durcheinanderwirft („My father was a tailorman and I am the son“).
- Take Five ist eine Coverversion des gleichnamigen Stücks von Paul Desmond, in die Schneider ein Scat-Gesangssolo integriert.
- Beethoven parodiert Ludwig van Beethovens bekanntes Klavierwerk Für Elise und persifliert insbesondere das markante Halbtonmotiv zu Beginn des Stücks, welches hier ständig wiederholt wird („Gleich kommts… zehn… nur noch zehn Minuten…“)
- Wundervolle Welt deutscht parodistisch Louis Armstrongs berühmtes Lied What a Wonderful World ein. Der Text wirkt recht absurd und improvisiert („Ich hab ’nen Garten hinterm Haus, 200.000 Hektar groß…“).
- Texas ist ein country-artiges Stück, das Schneider eigenen Angaben zufolge im Alter von vier Jahren komponiert haben will. Im Mittelpunkt des Textes stehen typische Westernklischees (Kakteen, Saloon, Stiefel etc.). Das Lied war auch Namensgeber für den 1993 gedrehten Film Texas – Doc Snyder hält die Welt in Atem und wurde 2007 für das Album I Brake Together neu aufgenommen. Texas wurde im Gegensatz zu den meisten Stücken des Albums live aufgenommen.
- Donna Lee stammt im Original von Charlie Parker.
- 100.000 Rosen ist ein kurzes Trompeten-Solostück, das ebenfalls live aufgenommen wurde.

In seinen Redebeiträgen gibt Helge Schneider seinen typischen improvisierten Humor zum Besten und leitet damit auch teilweise zu den Liedern über. In Philosophie I parodiert er hochgestochene, geistes- und naturwissenschaftliche Diskussionen, wobei er schwierig zu beantwortende Fragen wie „wer seid das ihr?!“ stellt. Der in der Nummer verwendete Reim „Lernen, Lernen, Popernen“ wurde 1995 im Lied Das Rätsel (auf dem Album Es rappelt im Karton) erneut verwendet und entwickelte sich bei späteren Auftritten zu einem running gag. Pubertät ist, ganz dem Namen nach, eine Aneinanderreihung von albern-obszönen Schilderungen sexueller Praktiken und des sich verändernden jugendlichen Körpers. So ergötzt Schneider sich beispielsweise an der Beschreibung unterschiedlicher Akne-Formen, die er mit Pizzabelägen vergleicht.

## Chartplatzierungen
| ChartsChartplatzierungen | Höchstplatzierung | Wochen |
| ------------------------ | ----------------- | ------ |
| Deutschland (GfK)        | 81 (6 Wo.)        | 6      |